# Prusinowo (Piecki)
Prusinowo (deutsch Pruschinowen, 1930 bis 1945 Preußental) ist ein Dorf in der polnischen Woiwodschaft Ermland-Masuren. Es gehört zur Landgemeinde Piecki (Peitschendorf) im Powiat Mrągowski (Kreis Sensburg).

## Geographische Lage
Prusinowo liegt am Westufer des Großen Aweyder Sees (polnisch Jezioro Nawiady) in der südlichen Mitte der Woiwodschaft Ermland-Masuren, 19 Kilometer südlich der Kreisstadt Mrągowo (Sensburg).

## Geschichte
Pruschinowen wurde vor 1471 gegründet und wurde 1785 als „köllmisches Dorf mit 25 Feuerstellen“ erwähnt. 1874 wurde es in den neu errichteten Amtsbezirk Kelbonken (polnisch Stare Kiełbonki) eingegliedert, der – 1938 in „Amtsbezirk Kelbunken“ umbenannt – bis 1945 bestand und zum Kreis Sensburg im Regierungsbezirk Gumbinnen (ab 1905: Regierungsbezirk Allenstein) in der preußischen Provinz Ostpreußen gehörte. 
Aufgrund der Bestimmungen des Versailler Vertrags stimmte die Bevölkerung im Abstimmungsgebiet Allenstein, zu dem Pruschinowen gehörte, am 11. Juli 1920 über die weitere staatliche Zugehörigkeit zu Ostpreußen (und damit zu Deutschland) oder den Anschluss an Polen ab. In Pruschinowen stimmten 180 Einwohner für den Verbleib bei Ostpreußen, auf Polen entfielen keine Stimmen.
Pruschinowen wurde am 17. Oktober 1930 in „Preußental“ umbenannt.
In Kriegsfolge kam das Dorf 1945 mit dem gesamten südlichen Ostpreußen zu Polen und erhielt die polnische Namensform „Prusinowo“. Heute ist es Sitz eines Schulzenamtes (polnisch Sołectwo) und somit eine Ortschaft im Verbund der Landgemeinde Piecki (Peitschendorf) im Powiat Mrągowski (Kreis Sensburg), bis 1998 der Woiwodschaft Olsztyn, seither der Woiwodschaft Ermland-Masuren zugehörig.

### Einwohnerzahlen
| Jahr | Anzahl |
| ---- | ------ |
| 1818 | 128    |
| 1839 | 256    |
| 1871 | 290    |
| 1885 | 284    |
| 1898 | 277    |
| 1905 | 291    |
| 1910 | 284    |
| 1933 | 241    |
| 1939 | 222    |
| 2011 | 121    |

## Kirche
Bis 1945 war Pruschinowen resp. Preußental in die evangelische Kirche Aweyden in der Kirchenprovinz Ostpreußen der Kirche der Altpreußischen Union sowie in die katholische St.-Adalbert-Kirche Sensburg im damaligen Bistum Ermland eingepfarrt. Heute gehört Prusinowo zur evangelischen Kirchengemeinde Nawiady, einer Filialgemeinde der Pfarrei Mrągowo in der Diözese Masuren der Evangelisch-Augsburgischen Kirche in Polen, außerdem zur katholischen Pfarrei Nawiady im heutigen Erzbistum Ermland innerhalb der polnischen katholischen Kirche.

## Verkehr
Prusinowo liegt an der Woiwodschaftsstraße 601, die eine Verbindung und gleichzeitig eine Abkürzung darstellt zwischen der Landesstraße 59 bei Nawiady (Aweyden) und der Landesstraße 58 bei Babięta (Babienten, 1938 bis 1945 Babenten). Eine Nebenstraße führt direkt nach Wólka Prusinowska (Pruschinowenwolka, 1929 bis 1945 Preußenort). Ein Anschluss an das Schienennetz besteht nicht.